# Consoană coronală
consoană coronală
Consoanele coronale se clasifică în două subgrupe de articulare:
- Consoane retroflexe
- Consoane alveolopalatale
- Consoane postalveolare
- Consoane alveolare
- Consoane dentale